# قهوه کانفورا

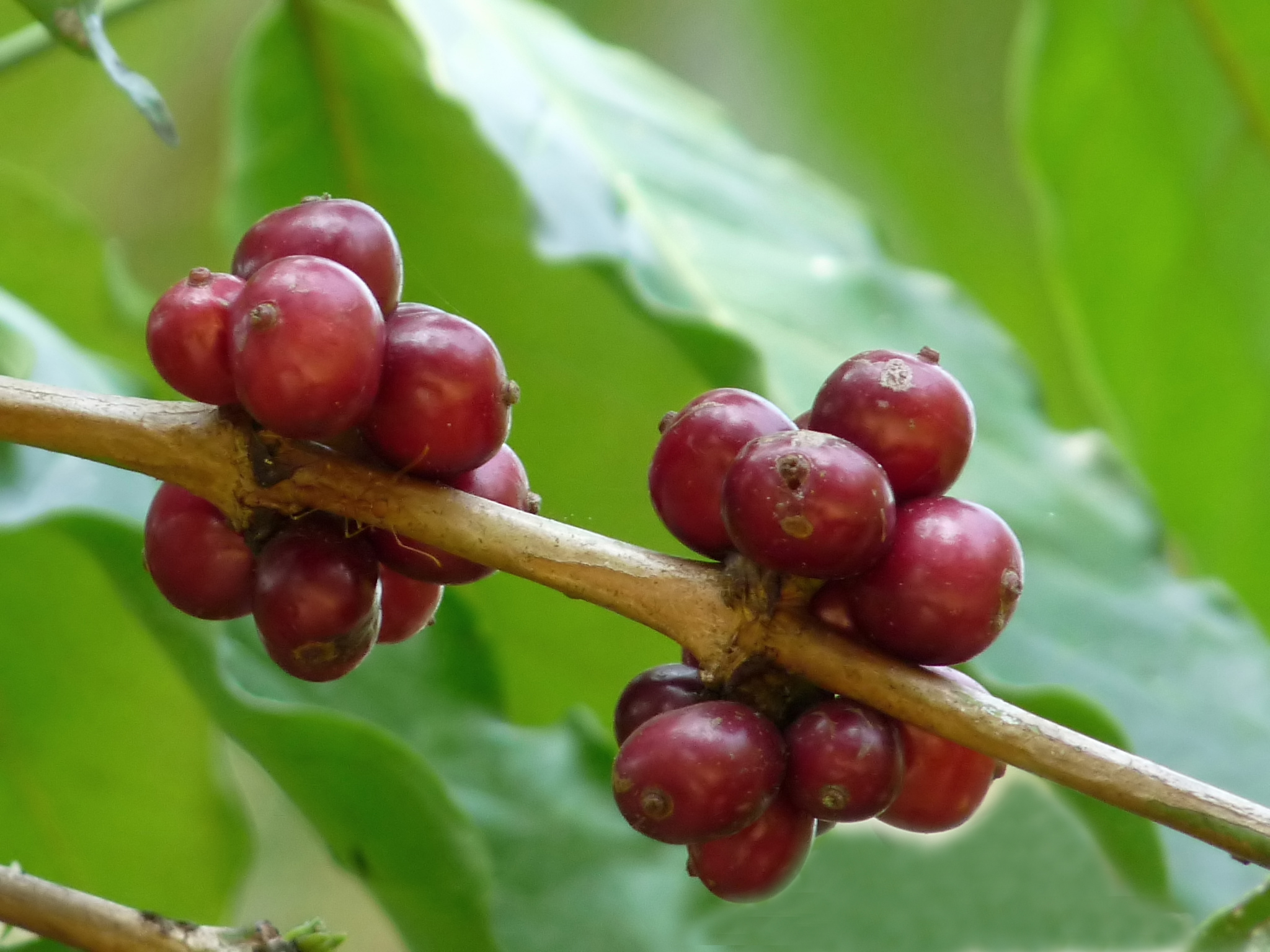
دانه میوه درخت کانفورا

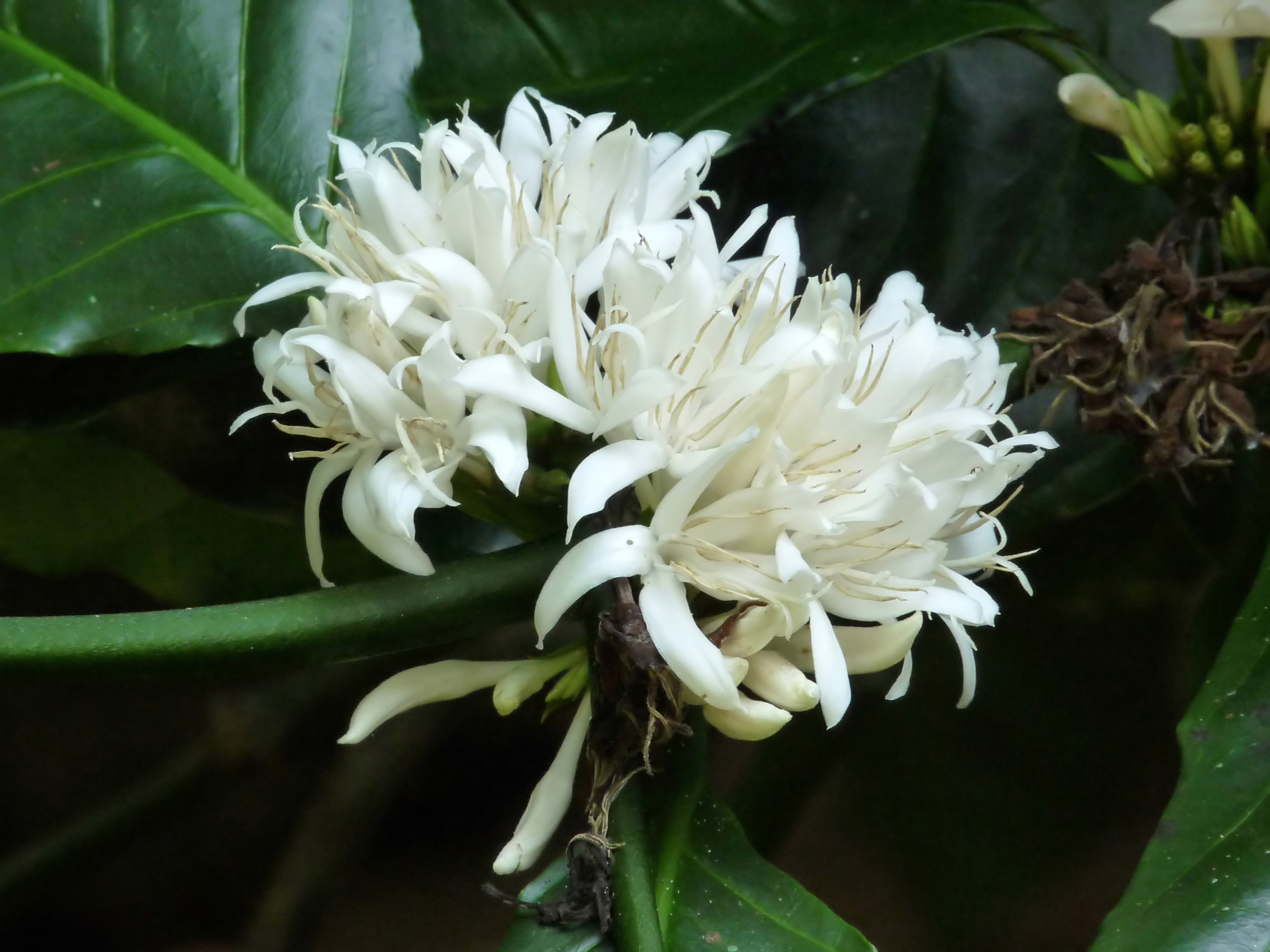
گل کانفورا

قهوه کانفورا، که معمولاً به عنوان قهوه روبوستا شناخته می‌شود، یک گونه از قهوه است که در آفریقای مرکزی و غربی آفریقای جنوبی وجود دارد. این گونه از گیاهان گلدار در خانواده Rubiaceae است. اگرچه به‌طور گسترده‌ای به نام Coffea robusta شناخته شده‌است.

## شرح
این گیاه یک سیستم ریشه کم عمق دارد و به عنوان یک درخت یا درختچه ای مقاوم به حدود ارتفاع ۱۰ متر رشد می‌کند. این گیاه به‌طور نامنظم گل می‌دهد و حدود ۱۰ تا ۱۱ ماه طول می‌کشد تا دانه‌های این گیاه برسند و رشد کنند.